# Leoncio Collado
Leoncio Collado Rodríguez (Almería, 21 de octubre de 1949 - 25 de abril de 2020) fue un médico y político español, Alcalde de Lorca.

## Biografía
Tras licenciarse en Medicina y Cirugía por la Universidad de Murcia, ejerció la medicina como médico especialista en medicina familiar y comunitaria. Ostentó el cargo de vicepresidente y secretario general del colegio oficial de médicos de Albacete y fue gerente de la tercera área de atención primaria de la Región de Murcia.
Falleció a los setenta y un años el 25 de abril de 2020. Estaba casado y tenía dos hijos.

## Trayectoria política
Desde las elecciones de 2003 ocupó el cargo de concejal de Sanidad, Consumo, Turismo y Artesanía en el Ayuntamiento de Lorca hasta que en el año 2006 sustituyó al entonces alcalde Miguel Navarro Molina, tomando posesión de su cargo el 2 de agosto en un pleno extraordinario. Perdió las elecciones municipales de 2007, acabando así el gobierno socialista en Lorca.